# Международный союз общественного транспорта
Международный Союз Общественного Транспорта (МСОТ, фр. Union Internationale des Transports Publics, UITP) — крупная международная организация, объединяющая более 1900 городских и региональных компаний — транспортных операторов городских и пригородных пассажирских перевозок, производителей подвижного состава и исследовательских организаций из 100 стран мира всех континентов.
Союз участвует в разработке современных технологий для общественного транспорта и даёт рекомендации по их развитию и внедрению, проводит различные исследовательские и обучающие программы.
Всемирный Конгресс и Выставка МСОТ, переименованные в Глобальный Саммит Общественного Транспорта, проходили в 2017 году в Монреале, в 2019 г. — в Стокгольме. 64-й Саммит 2021 года, чье проведение планировалось в Мельбурне (Австралия) был отменен. В 2023 году Саммит состоялся в Барселоне. С 2025 года Саммит станет ежегодным, пройдя  в новом формате в Гамбурге.

## История
17 августа 1885 года 50 основных трамвайных компаний того времени собрались в Брюсселе и учредили Международный союз трамвайного транспорта (фр. Union Internationale de Tramways). Позже 63 операторами из 9 стран он был переучреждён как «Международный Союз Общественного Транспорта» (МСОТ).

## Структура
Структура МСОТ имеет матричный характер: каждый член МСОТ входит в региональную секцию и в секцию, соответствующему его профилю по виду транспорта или виду деятельности.
Секции МСОТ по регионам:
- Австралия и Новая Зеландия;
- Азиатско-Тихоокеанский регион;
- Африка;
- Ближний Восток и Северная Африка (MENA);
- Евразия;
- Европа;
- Индия;
- Латинская Америка;
- Северная Америка.

Подразделения МСОТ:
Автобусное (автобусный комитет; троллейбусный комитет; комитет водных видов транспорта)
Рельсовое (комитет Метро; комитет легкорельсового транспорта; комитет по региональному и пригородному рельсовому транспорту)
Средств содействия мобильности (комитет промышленности, комитет транспортных средств и оборудования, комитет информационных и телекоммуникационных технологий, комитет информационных технологий и инноваций, комитет исследований в области мобильности)
Управления мобильностью (комитет органов власти, комитет средств совместной мобильности комитет мобильности по требованию, комитет по комбинированной мобильности, комитет по транспорту и городской среде, комитет по устойчивому развитию)
Качества услуг (комитет по управлению бизнесом и персоналом; комитет по маркетингу; комитет по безопасности; комитет по транспортной экономике; комитет по дизайну и культуре, комитет по кибербезопасности,
а также: Выставочный Комитет.

## Евразийская секция МСОТ
В 2002 году на территории постсоветского пространства был создан Евразийский комитет МСОТ, в состав которого вошло около 40 членов. На всемирном конгрессе МСОТ в Хельсинки в мае 2007 года была создана Евразийская секция МСОТ.
В настоящее время Евразийская секция МСОТ объединяет компании, работающие на территории Азербайджана, Армении, Грузии, Израиля, Казахстана, Киргизии, Молдовы, Таджикистана, Туркмении, Турции, Узбекистана, Украины).
- Председатель Совета Евразийской секции — Озгюр Сой (Генеральный директор Стамбульского метрополитена)
- Руководитель Евразийского офиса — д-р Фейзулла Гандогду [7]